# Robert Archer Cooper
Robert Archer Cooper, född 12 juni 1874 i Laurens County i South Carolina, död 7 augusti 1953, var en amerikansk demokratisk politiker och jurist. Han var South Carolinas guvernör 1919–1922.
Cooper var verksam som advokat i South Carolina. Mellan 1907 och 1915 tjänstgjorde han som åklagare.
Cooper efterträdde 1919 Richard Irvine Manning III som South Carolinas guvernör. Han avgick 1922 och efterträddes av Wilson Godfrey Harvey. Mellan 1934 och 1947 tjänstgjorde han som domare i en federal domstol.
Cooper avled 1953 och gravsattes i Laurens.